# Diospyros palmeri
Diospyros palmeri är en tvåhjärtbladig växtart som beskrevs av Alice Eastwood. Diospyros palmeri ingår i släktet Diospyros och familjen Ebenaceae. Inga underarter finns listade i Catalogue of Life.